# Apasmara

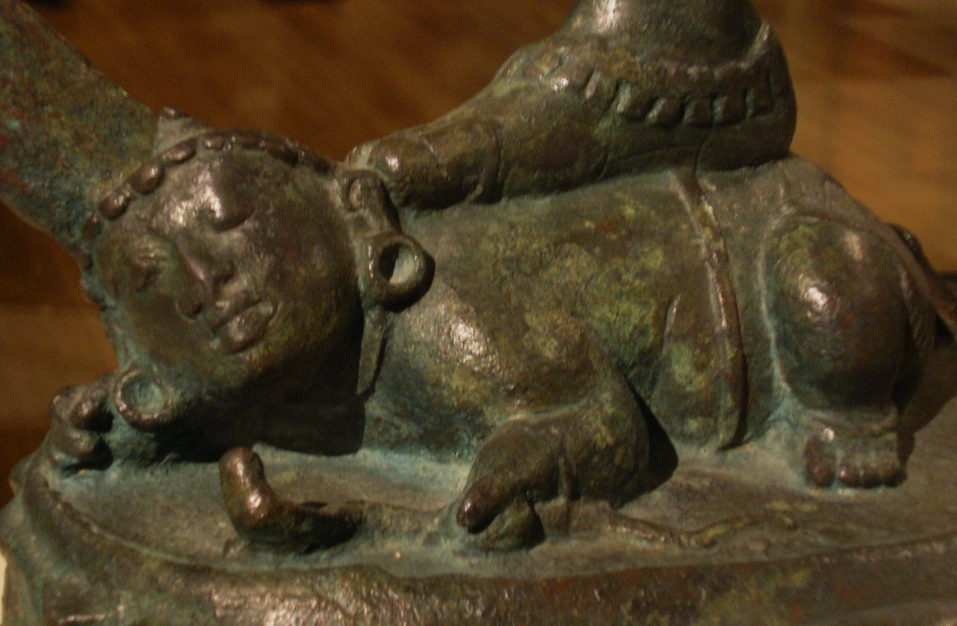
Der zwergenhafte Dämon (asura) Apasmara unter den Füßen des tanzenden Gottes Shiva, Detail

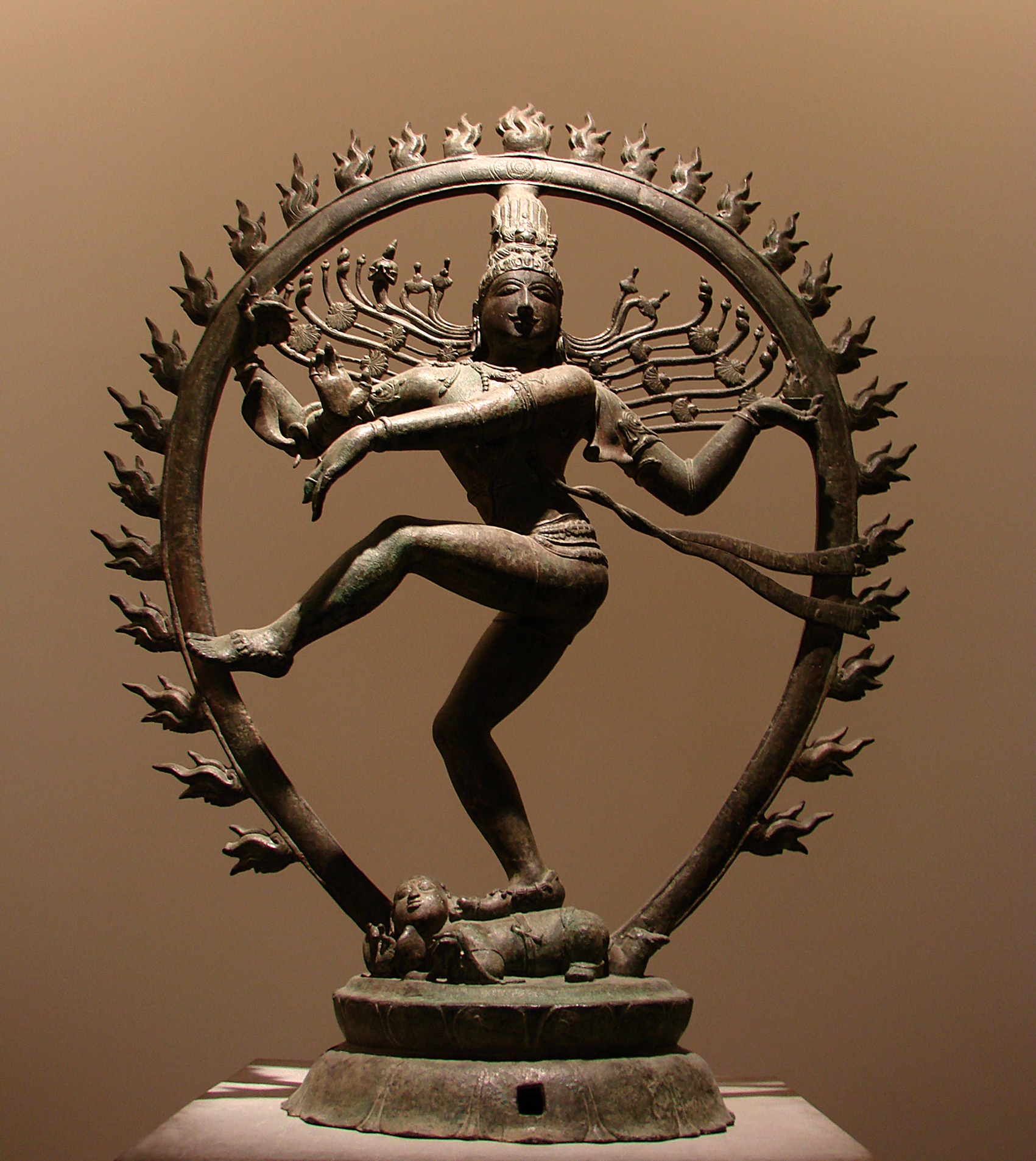
Shiva als Nataraja – Bronze aus der Chola-Zeit, Tamil Nadu, 11. Jahrhundert. Musée Guimet, Paris

Apasmara (Sanskrit, m., अपस्मार, apasmāra, "Unwissenheit", geistige Verblendung, urspr.: "Epilepsie") ist in der indischen Mythologie ein zwergenhafter Dämon (asura); er ist vor allem im Süden Indiens populär.

## Hinduistische Ikonographie
Die hinduistische Ikonographie kennt den Apasmara hauptsächlich im Zusammenhang mit dem tanzenden Gott Shiva Nataraja, dem "König der Tänzer". In der populären Darstellung des vierarmigen Shiva im Flammenkreis liegt er unter den Füßen des Tanzenden. Das Bild enthält eine vielschichtige Symbolik, wobei der Tanz mit seiner Dynamik ebenso für Schöpfung steht wie für Zerstörung. Dabei vernichtet er den Apasmara, die Personifizierung von Verblendung, geistiger Trägheit und allem Übel. Gläubige erkennen in dieser Darstellung das Erlösungswerk des Göttlichen. Die Mythologie erzählt, dass die Menschen Shiva um Hilfe gegen den Dämon anriefen, woraufhin dieser kam und den Apasmara tanzend mit seinem linken Fuß tötete.

## Apasmara als Krankheit
Auch die ursprüngliche Bedeutung von Apasmara für eine neurologische Krankheit, heute als Epilepsie bezeichnet, ist in der traditionellen indischen Medizin, dem Ayurveda, noch zu finden.

## Symbolik
Dämonen (vgl. auch Andhaka, Mahishasura, Hiranyaksha, Hiranyakashipu) sind Verkörperungen von aggressiven oder selbstsüchtigen, d. h. letztlich dummen Verhaltensweisen. Sie stören die göttliche Ordnung und das friedvolle und harmonische Zusammenleben der Menschen.